# 550
سنة 550 م (بالأرقام الرومانية: DL) كانت سنة بسيطة تبدأ يوم السبت (الرابط يظهر نموذج الجدول الزمني الكامل للسنة) من التقويم اليولياني. بدأت تسمية السنة ب550 منذ العصور الوسطى المبكرة، عندما أصبح تقويم أنو دوميني هو الأسلوب السائد في أوروبا لتسمية السنوات.

## أحداث
- يوم شعب جبلة بين تميم وبني عامر، وهي من أعاظم أيام العرب.
- 16 يناير - الحرب القوطية: القوط الشرقيون بقيادة توتيلا يحتلون روما بعد حصار طويل، بعد رشوة الحرس الإيساوري

## مواليد
- بونيفاس الرابع

## وفيات
- أريابهاتا